# Anomalomydas australicus
Anomalomydas australicus är en tvåvingeart som först beskrevs av Paramonov 1950.  Anomalomydas australicus ingår i släktet Anomalomydas och familjen Mydidae. Inga underarter finns listade i Catalogue of Life.